# Sorgun Belediyespor
Sorgun Belediyespor (kurz Sorgun Bld. Spor) ist ein türkischer Fußballverein aus der zentralanatolischen Provinz Yozgat und der Stadt Sorgun, der in der Bölgesel Amatör Lig, der fünfthöchsten Spielklasse und der höchsten Amateurliga der Türkei, spielte. Der Klub wird von der Stadtverwaltung Sorguns unterstützt und trägt deshalb den Namenszusatz Belediye. Die Vereinsfarben sind Schwarz und Gelb.

## Geschichte
Sorgun Belediyespor wurde im Jahr 1959 gegründet. Seit der Gründung BAL nimmt die Mannschaft aus Sorgun regelmäßig an dieser Liga teil und spielte bis dahin immer in der Yerel Amatör Ligi. Den größten Erfolg erreichte das Team in der Saison 2013/14. Die Mannschaft belegte in dieser BAL-Spielzeit hinter Zara Belediyespor den 2. Platz, wodurch die Mannschaft sich für die Play-offs der BAL qualifizierte und die Aufstiegschance in die professionelle Liga, in die TFF 3. Lig, bekam. In der ersten Play-off-Runde ging das Spiel gegen Halide Edip Adıvar SK (HEASK) mit 1:1 in der regulären Spielzeit zu Ende. Das Traum von der professionellen Liga endete durch das Elfmeterschießen, das HEASK 4:3 für sich entschied und Sorgun Belediyespor in der ersten Runde eliminierte. Um weiterhin in der BAL teilzunehmen, spielte Sorgun Bld. das BAL-Play-out gegen Yozgat İl Özel İdare SK und gewann das Spiel mit 5:1.
In der Saison 2014/15 nahm Sorgun Bld. Spor am türkischen Fußballpokal teil, da Yozgatspor (Mannschaft aus derselben Provinz) in der vorherigen Saison in die BAL abgestiegen. In der Vorrunde gewann Sorgun Bld. Spor 2:1 gegen MKE Kırıkkalespor und qualifizierte sich für die 1. Hauptrunde. Der nächste Gegner in der 1. Hauptrunde wurde Etimesgut Belediyespor. Das Spiel dieser Runde endete nach 90 Minuten 2:0 für den Gast. Beide Pokalspiele fanden im Bozok Stadion in der Provinzhauptstadt Yozgat statt.
Ende Saison 2014/15 in der BAL belegte die Mannschaft den 12. Platz und stieg somit ab.